# Loch Fitty
Loch Fitty är en sjö i Storbritannien.   Den ligger i riksdelen Skottland, i den centrala delen av landet, 500 km norr om huvudstaden London. Loch Fitty ligger 147 meter över havet.  Trakten runt Loch Fitty består i huvudsak av gräsmarker.